# Calceolaria auriculata
Calceolaria auriculata är en toffelblomsväxtart som beskrevs av Rodolfo Amando Philippi. Calceolaria auriculata ingår i släktet toffelblommor, och familjen toffelblomsväxter. Inga underarter finns listade i Catalogue of Life.